# Joško Kreković
Joško Kreković (Split, 17. travnja 1969.) je bivši hrvatski
vaterpolist i trenutačni vaterpolski trener šibenskog Solarisa, te osvajač srebrne medalje na Olimpijskim igrama u Atlanti 1996. 